# Гебхард XI фон Алвенслебен
Гебхард XI фон Алвенслебен (на немски: Gebhard XI von Alvensleben; * ок. 1343; † сл. 1371) е рицар от „Черната линия“ на род Алвенслебен, господар на замък Калбе в град Калбе на река Милде в Алтмарк в Саксония-Анхалт, господар в Калбе, пфанд-господар на дворец и град Ленцен и на град Алтенхаузен, дрост на манастир Халберщат, маркграфски бранденбургски наследствен маршал, фогт на Тангермюнде.
Той е син на Албрехт II фон Алвенслебен († сл. 1352) и съпругата му София фон Оебисфелде (* 1306). Внук е на рицар Албрехт I фон Алвенслебен-Калбе (* ок. 1270; † пр. 1342) и Ода фон Бодендик (* 1275; † сл. 1324). Брат е на Албрехт фон Алвенслебен (* ок. 1336; † сл. 1405) i na
Бусе фон Алвенслебен (* ок. 1339; † 1368).
Замъкът Калбе е от 1324 до 1945 г. собственост на фамилията фон Алвенслебен.

## Фамилия
Гебхард XI фон Алвенслебен се жени за София/Берта фон Люцов (* ок. 1347). Те имат един син:
- Лудолф III фон Алвенслебен (* ок. 1386; † сл. 1437), рицар, женен ок. 1419 г. за Армгард/Ермгард фон Хонлаге (* ок. 1396), дъщеря на Лудолф IV фон Хонлаге и Юта фон Книге.

Гебхард се жени втори път в Констанц за Берта фон Бартенслебен. Бракът е бездетен.